# Kengo Nakamura
Kengo Nakamura (中村 憲剛?, Nakamura Kengo; Tokyo, 31 ottobre 1980) è un ex calciatore giapponese, di ruolo centrocampista.

## Biografia
Nakamura è nato a Kodaira, ha praticato il calcio già ai tempi delle scuole elementari nel club giovanile del Fuchu Boys' Soccer della città di Fuchū vicina a Kodaira. Ha continuato a dedicarsi al calcio anche nel periodo dell'adolescenza, e una volta diplomato al liceo della Kurume High School si è iscritto all'università laureandosi alla Chuo University, studiando letteratura inglese, oltre a giocare nella squadra dell'università di cui era anche il capitano, vincendo il campionato della lega secondaria ottenendo la promozione alla prima divisione.
È sposato con sua moglie Kazuo. Attualmente lavora come dirigente nella squadra del Kawasaki Frontale dove ha militato in tutti i suoi 18 anni come calciatore professionista.

## Caratteristiche tecniche
È un trequartista, il suo piede preferito è il destro ma è in grado di trovare il gol anche calciando di sinistro; inoltre è dotato di una buona potenza di tiro. Si è dimostrato un ottimo calciatore, il quale, nonostante il trascorrere degli anni, ha mantenuto la sua classe ed il suo talento. È bravo nell'impostare le azioni offensive e nel creare occasioni, inoltre sa interpretare bene il ruolo dell'uomo-assist.

## Carriera

### Kawasaki Frontale
La carriera da professionista di Nakamura ha inizio nel 2003 con la squadra del Kawasaki Frontale, nella J2 League la seconda divisione del calcio nipponico, nella sua prima stagione sarà autore di 4 reti, segnando il suo primo gol nella vittoria per 5-1 contro il Montedio Yamagata, inoltre sarà autore di una doppietta nella partia vinta per 4-0 ai danni dello Shonan Bellmare, purtroppo però la squadra non otterrà la promozione in prima divisione, dato che il Sanfrecce Hiroshima li supererà in classifica per un punto.
Durante la stagione successiva Nakamura e il Kawasaki Frontale otterranno la vittoria del campionato e dunque la promozione alla J1 League, la massima divisione del calcio giapponese, Nakamura è stato autore di ben cinque reti. Segnerà il suo primo gol in J1 League nel 2005 nella vittoria per 2-0 contro lo Yokohama F·Marinos e, sempre nello stesso anno, segnerà il suo primo gol in Coppa J. League quando il Kawasaki Frontale batterà per 4-1 il Sanfrecce Hiroshima. Nell'edizione successiva, quella del 2006, raggiungerà un record personale con 10 gol in campionato, segnerà la sua prima doppietta in J1 League contro l'Omiya Ardija imponendosi contro gli avversari per 5-1; il Kawasaki Frontale raggiunge il secondo posto in classifica, potendo quindi accedere alla AFC Champions League dove, nel 2007, segnerà una doppietta contro l'Arema F.C. vincendo per 3-0.

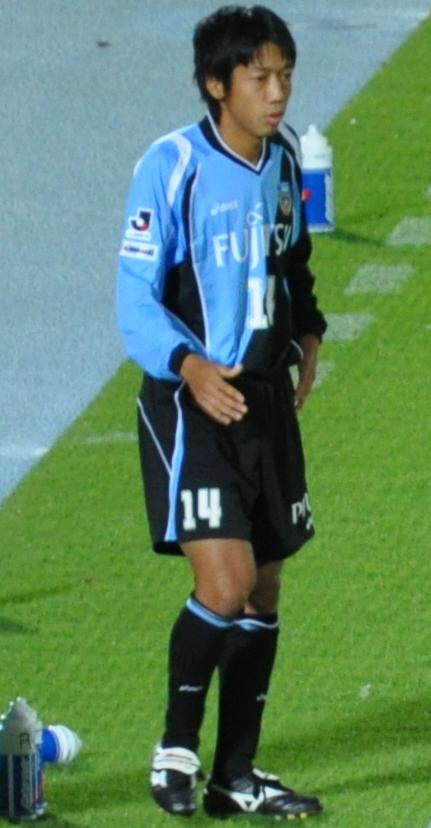
Nakamura con la maglia del Kawasaki Frontale nel 2010

Durante l'edizione 2008 del campionato giapponese, il Kawasaki Frontale si qualifica ancora una volta seconda, con tre punti di differenza dalla vincitrice, il Kashima Antlers, Nakamura segnerà un'altra doppietta contro l'Albirex Niigata nella vittoria per 4-3, inoltre, otterrà la qualificazione all'edizione 2009 della Champions League asiatica, dove sarà autore di una rete nella vittoria per 5-0 contro il Central Coast, un altro nella vittoria contro il Gamba Osaka agli ottavi di finale prevalendo per 3-2, infine ai quarti di finale segna una rete nella partita d'andata vinta per 2-1 contro il Nagoya Grampus, ma la squadra viene comunque eliminata perdendo per 3-1 la partita di ritorno.

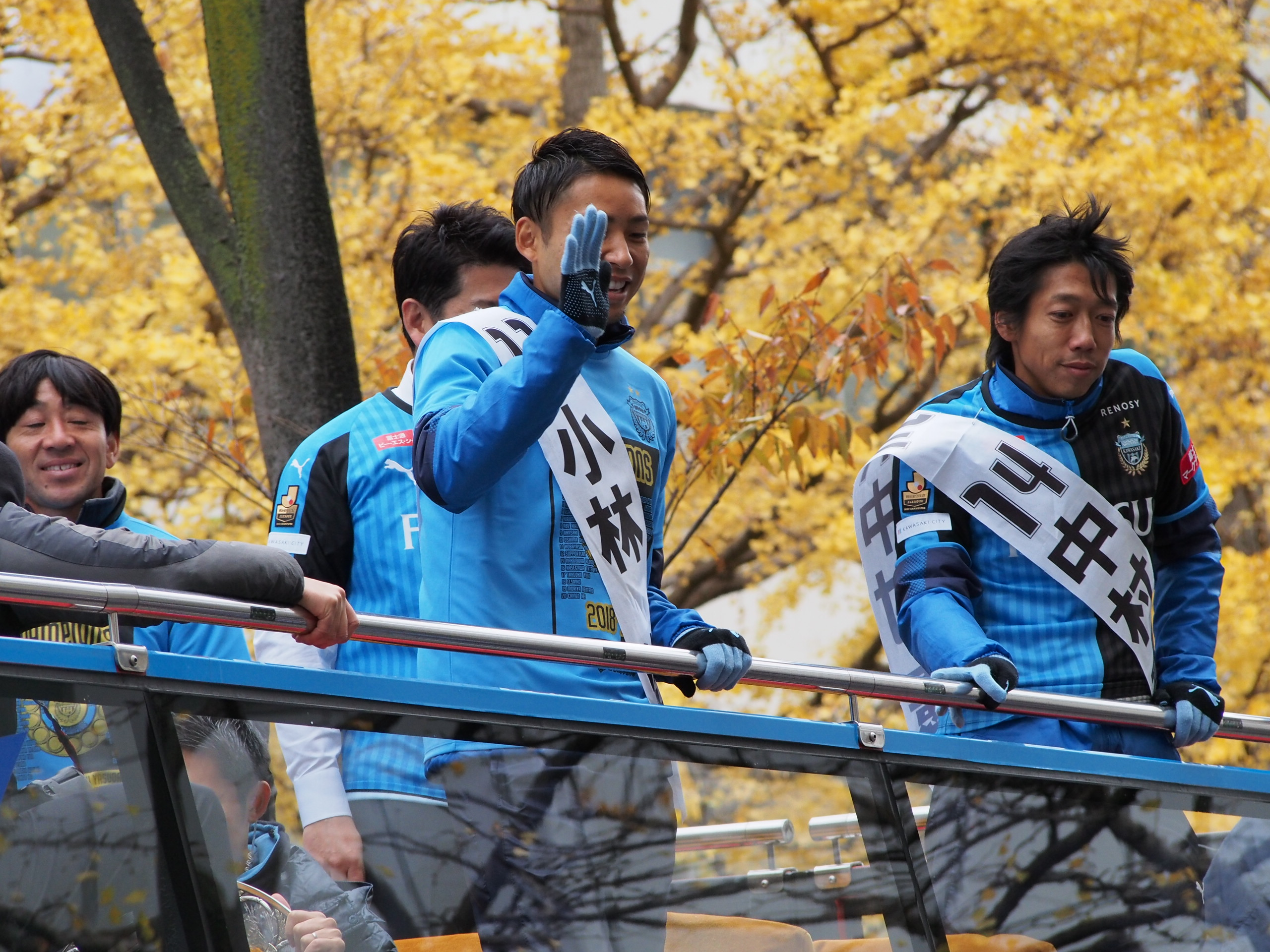
Nakamura (a destra) durante i festeggiamenti per la vittoria dello scudetto nella stagione 2018

Nell'edizione del 2017 Nakamura e il Kawasaki Frontale otterranno la prima storica vittoria della J1 League, Nakamura segnerà un gol nella vittoria per 2-1 contro il Kashiwa Reysol, e un altro nella vittoria contro l'Albirex Niigata per 2-0. Vincerà il campionato per la seconda volta di seguito, segnando sei reti nelle varie vittorie, come quella per 3-0 contro il Júbilo Iwata, quella per 4-1 contro il Kashima Antlers, quella per 1-0 contro il Vegalta Sendai, quella per 7-0 contro il Consadole Sapporo e una doppietta nella vittoria per 3-0 contro lo Shimizu S-Pulse.
Nel 2019 vincerà la Supercoppa del Giappone prevalendo per 1-0 contro l'Urawa Reds, Nakamura giocherà come titolare, venendo sostituito da Manabu Saitō al 70º minuto. Quello stesso anno vincerà la Coppa del Giappone, nella finale contro il Consadole Sapporo che si concluderà per 3-3 alla fine dei tempi supplementari, e ai rigori il Kawasaki Frontale vincerà per 5-4 e Nakamura metterà a segno uno dei rigori vincenti. Giocherà nell'amichevole contro il blasonato Chelsea e con il suo cross il suo compagno di squadra Leandro Damião segnerà la rete del 1-0 che sancirà la vittoria. Vincerà anche l'edizione 2020 della J1 League, dove segnerà una rete nella vittoria per 5-0 contro lo Shimizu S-Pulse e, il giorno del suo 40º compleanno segnerà il gol del 2-1 su assist di Kaoru Mitoma, permettendo alla sua squadra di ottenere la 12° vittoria consecutiva in campionato imponendosi contro FC Tokyo. Il giorno successivo annuncia il suo ritiro dal calcio, previsto per il finale della stagione.

### Nazionale
Viene convocato per la prima volta nella nazionale giapponese nel 2006, segnerà la sua prima rete durante la partita di qualificazione per la Coppa d'Asia 2007 segnando il gol del 3-0 nella vittoria contro l'India. Ottenuta la qualificazione per la Coppa d'Asia, giocherà tutte le partite del campionato.

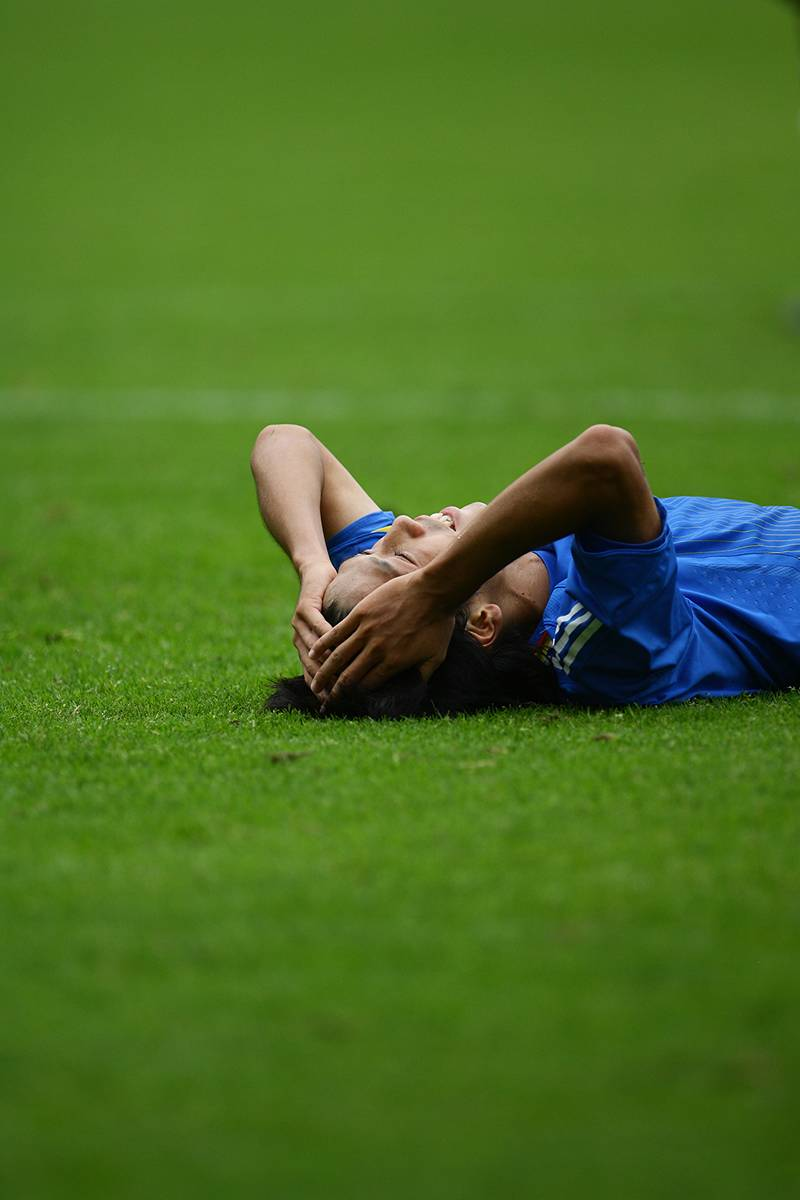
Nakamura con la maglia della nazionale nel 2009 durante una sfida contro il Ghana

Nelle varie partite amichevoli in cui è stato convocato, ha dato prova di buone prestazioni, ad esempio giocherà contro la Svizzera entrando in partita nel primo minuto di recupero del secondo tempo, rivelandosi fondamentale per la vittoria dato che dal suo tiro nacque il tap-in vincente di Kishō Yano con cui segnerà il gol del 4-3, segnerà una rete nella vittoria per 4-0 contro il Belgio e un'altra contro il Ghana nella vittoria per 4-3, inoltre con un suo assist vincente Shinji Kagawa segnerà la rete che permetterà di vincere di misura per 1-0 contro il Paraguay.
Segnerà la sua ultima rete in nazionale nella vittoria per 8-0 contro il Tagikistan nelle qualificazioni per il Mondiale in Brasile, dove fornirà anche 3 assist vincenti. La sua ultima partecipazione in nazionale avverrà durante la sua convocazione nella FIFA Confederations Cup 2013 giocando le partite, entrambe perse, contro l'Italia (4-3) e il Messico (2-1).

## Statistiche

### Cronologia presenze e gol in Nazionale
| Cronologia completa delle presenze e delle reti in nazionale ― Giappone | Cronologia completa delle presenze e delle reti in nazionale ― Giappone | Cronologia completa delle presenze e delle reti in nazionale ― Giappone | Cronologia completa delle presenze e delle reti in nazionale ― Giappone | Cronologia completa delle presenze e delle reti in nazionale ― Giappone | Cronologia completa delle presenze e delle reti in nazionale ― Giappone | Cronologia completa delle presenze e delle reti in nazionale ― Giappone | Cronologia completa delle presenze e delle reti in nazionale ― Giappone |
| Data                                                                    | Città                                                                   | In casa                                                                 | Risultato                                                               | Ospiti                                                                  | Competizione                                                            | Reti                                                                    | Note                                                                    |
| ----------------------------------------------------------------------- | ----------------------------------------------------------------------- | ----------------------------------------------------------------------- | ----------------------------------------------------------------------- | ----------------------------------------------------------------------- | ----------------------------------------------------------------------- | ----------------------------------------------------------------------- | ----------------------------------------------------------------------- |
| 4-10-2006                                                               | Yokohama                                                                | Giappone                                                                | 0 – 1                                                                   | Ghana                                                                   | Amichevole                                                              | -                                                                       | 75’                                                                     |
| 11-10-2006                                                              | Bangalore                                                               | India                                                                   | 0 – 3                                                                   | Giappone                                                                | Qual. Coppa d'Asia 2007                                                 | 1                                                                       |                                                                         |
| 15-11-2006                                                              | Sapporo                                                                 | Giappone                                                                | 3 – 1                                                                   | Arabia Saudita                                                          | Qual. Coppa d'Asia 2007                                                 | -                                                                       | 38’                                                                     |
| 24-3-2007                                                               | Yokohama                                                                | Giappone                                                                | 2 – 0                                                                   | Perù                                                                    | Amichevole                                                              | -                                                                       | 60’                                                                     |
| 1-6-2007                                                                | Shizuoka                                                                | Giappone                                                                | 2 – 0                                                                   | Montenegro                                                              | Amichevole                                                              | -                                                                       | 89’                                                                     |
| 5-6-2007                                                                | Saitama                                                                 | Giappone                                                                | 0 – 0                                                                   | Colombia                                                                | Amichevole                                                              | -                                                                       |                                                                         |
| 9-7-2007                                                                | Hanoi                                                                   | Giappone                                                                | 1 – 1                                                                   | Qatar                                                                   | Coppa d'Asia 2007 - 1º turno                                            | -                                                                       | 81’                                                                     |
| 13-7-2007                                                               | Hanoi                                                                   | Emirati Arabi Uniti                                                     | 1 – 3                                                                   | Giappone                                                                | Coppa d'Asia 2007 - 1º turno                                            | -                                                                       |                                                                         |
| 16-7-2007                                                               | Hanoi                                                                   | Vietnam                                                                 | 1 – 4                                                                   | Giappone                                                                | Coppa d'Asia 2007 - 1º turno                                            | -                                                                       |                                                                         |
| 21-7-2007                                                               | Hanoi                                                                   | Giappone                                                                | 1 – 1 dts (4 – 3 dtr)                                                   | Australia                                                               | Coppa d'Asia 2007 - Quarti di finale                                    | -                                                                       | 115’                                                                    |
| 25-7-2007                                                               | Hanoi                                                                   | Giappone                                                                | 2 – 3                                                                   | Arabia Saudita                                                          | Coppa d'Asia 2007 - Semifinale                                          | -                                                                       | 88’                                                                     |
| 28-7-2007                                                               | Palembang                                                               | Corea del Sud                                                           | 0 – 0 dts (6 – 5 dtr)                                                   | Giappone                                                                | Coppa d'Asia 2007 - 3º posto                                            | -                                                                       | 72’                                                                     |
| 22-8-2007                                                               | Oita                                                                    | Giappone                                                                | 2 – 0                                                                   | Camerun                                                                 | Amichevole                                                              | -                                                                       | 63’                                                                     |
| 7-9-2007                                                                | Klagenfurt                                                              | Austria                                                                 | 0 – 0 dts (4 – 3 dtr)                                                   | Giappone                                                                | Amichevole                                                              | -                                                                       | 71’                                                                     |
| 11-9-2007                                                               | Klagenfurt                                                              | Giappone                                                                | 4 – 3                                                                   | Svizzera                                                                | Amichevole                                                              | -                                                                       | 90+1’                                                                   |
| 17-10-2007                                                              | Osaka                                                                   | Giappone                                                                | 4 – 1                                                                   | Egitto                                                                  | AFC Challenge Cup 2007                                                  | -                                                                       |                                                                         |
| 26-1-2008                                                               | Tokyo                                                                   | Giappone                                                                | 2 – 0                                                                   | Cile                                                                    | Amichevole                                                              | -                                                                       | 80’                                                                     |
| 30-1-2008                                                               | Shizuoka                                                                | Giappone                                                                | 3 – 0                                                                   | Bosnia ed Erzegovina                                                    | Amichevole                                                              | -                                                                       | 27’ 78’                                                                 |
| 6-2-2008                                                                | Saitama                                                                 | Giappone                                                                | 4 – 1                                                                   | Thailandia                                                              | Qual. Mondiali 2010                                                     | -                                                                       |                                                                         |
| 20-2-2008                                                               | Chongqing                                                               | Cina                                                                    | 0 – 1                                                                   | Giappone                                                                | Coppa dell'Asia orientale 2008                                          | -                                                                       |                                                                         |
| 23-2-2008                                                               | Chongqing                                                               | Giappone                                                                | 1 – 1                                                                   | Corea del Sud                                                           | Coppa dell'Asia orientale 2008                                          | -                                                                       | 62’                                                                     |
| 26-3-2008                                                               | Manama                                                                  | Bahrein                                                                 | 1 – 0                                                                   | Giappone                                                                | Qual. Mondiali 2010                                                     | -                                                                       |                                                                         |
| 27-5-2008                                                               | Saitama                                                                 | Giappone                                                                | 0 – 0                                                                   | Paraguay                                                                | Amichevole                                                              | -                                                                       | 85’                                                                     |
| 14-6-2008                                                               | Bangkok                                                                 | Thailandia                                                              | 0 – 3                                                                   | Giappone                                                                | Qual. Mondiali 2010                                                     | 1                                                                       | 70’                                                                     |
| 22-6-2008                                                               | Saitama                                                                 | Giappone                                                                | 1 – 0                                                                   | Bahrein                                                                 | Qual. Mondiali 2010                                                     | -                                                                       |                                                                         |
| 20-8-2008                                                               | Sapporo                                                                 | Giappone                                                                | 1 – 3                                                                   | Uruguay                                                                 | Amichevole                                                              | -                                                                       | 75’                                                                     |
| 6-9-2008                                                                | Manama                                                                  | Bahrein                                                                 | 2 – 3                                                                   | Giappone                                                                | Qual. Mondiali 2010                                                     | 1                                                                       | 70’                                                                     |
| 9-10-2008                                                               | Tokyo                                                                   | Giappone                                                                | 1 – 1                                                                   | Emirati Arabi Uniti                                                     | Amichevole                                                              | -                                                                       | 65’                                                                     |
| 13-11-2008                                                              | Kobe                                                                    | Giappone                                                                | 3 – 1                                                                   | Siria                                                                   | Amichevole                                                              | -                                                                       |                                                                         |
| 20-1-2009                                                               | Kumamoto                                                                | Giappone                                                                | 2 – 1                                                                   | Yemen                                                                   | Qual. Coppa d'Asia 2011                                                 | -                                                                       | cap.                                                                    |
| 28-1-2009                                                               | Riffa                                                                   | Bahrein                                                                 | 1 – 0                                                                   | Giappone                                                                | Qual. Coppa d'Asia 2011                                                 | -                                                                       |                                                                         |
| 4-2-2009                                                                | Tokyo                                                                   | Giappone                                                                | 5 – 1                                                                   | Finlandia                                                               | Amichevole                                                              | -                                                                       | 77’                                                                     |
| 27-5-2009                                                               | Osaka                                                                   | Giappone                                                                | 4 – 0                                                                   | Cile                                                                    | Amichevole                                                              | -                                                                       | 83’                                                                     |
| 31-5-2009                                                               | Tokyo                                                                   | Giappone                                                                | 4 – 0                                                                   | Belgio                                                                  | Amichevole                                                              | 1                                                                       | 67’                                                                     |
| 6-6-2009                                                                | Tashkent                                                                | Uzbekistan                                                              | 0 – 1                                                                   | Giappone                                                                | Qual. Mondiali 2010                                                     | -                                                                       | 66’                                                                     |
| 10-6-2009                                                               | Yokohama                                                                | Giappone                                                                | 1 – 1                                                                   | Qatar                                                                   | Qual. Mondiali 2010                                                     | -                                                                       |                                                                         |
| 17-6-2009                                                               | Melbourne                                                               | Australia                                                               | 2 – 1                                                                   | Giappone                                                                | Qual. Mondiali 2010                                                     | -                                                                       |                                                                         |
| 5-9-2009                                                                | Enschede                                                                | Paesi Bassi                                                             | 3 – 0                                                                   | Giappone                                                                | Amichevole                                                              | -                                                                       | 65’ 70’                                                                 |
| 9-9-2009                                                                | Utrecht                                                                 | Giappone                                                                | 4 – 3                                                                   | Ghana                                                                   | Amichevole                                                              | 1                                                                       | 89’                                                                     |
| 10-10-2009                                                              | Yokohama                                                                | Giappone                                                                | 2 – 0                                                                   | Scozia                                                                  | Amichevole                                                              | -                                                                       |                                                                         |
| 14-10-2009                                                              | Rifu                                                                    | Giappone                                                                | 5 – 0                                                                   | Togo                                                                    | Amichevole                                                              | -                                                                       | 69’                                                                     |
| 2-2-2010                                                                | Oita                                                                    | Giappone                                                                | 0 – 0                                                                   | Venezuela                                                               | Amichevole                                                              | -                                                                       | 59’                                                                     |
| 6-2-2010                                                                | Tokyo                                                                   | Giappone                                                                | 0 – 0                                                                   | Cina                                                                    | Coppa dell'Asia orientale 2010                                          | -                                                                       | 71’ 85’                                                                 |
| 11-2-2010                                                               | Tokyo                                                                   | Giappone                                                                | 3 – 0                                                                   | Hong Kong                                                               | Coppa dell'Asia orientale 2010                                          | -                                                                       |                                                                         |
| 14-2-2010                                                               | Tokyo                                                                   | Giappone                                                                | 1 – 3                                                                   | Corea del Sud                                                           | Coppa dell'Asia orientale 2010                                          | -                                                                       |                                                                         |
| 24-5-2010                                                               | Saitama                                                                 | Giappone                                                                | 0 – 2                                                                   | Corea del Sud                                                           | Amichevole                                                              | -                                                                       | 72’                                                                     |
| 4-6-2010                                                                | Sion                                                                    | Giappone                                                                | 0 – 2                                                                   | Costa d'Avorio                                                          | Amichevole                                                              | -                                                                       | 46’                                                                     |
| 29-6-2010                                                               | Pretoria                                                                | Paraguay                                                                | 0 – 0 dts (5-3 dtr)                                                     | Giappone                                                                | Mondiali 2010 - Ottavi                                                  | -                                                                       | 81’                                                                     |
| 4-9-2010                                                                | Yokohama                                                                | Giappone                                                                | 1 – 0                                                                   | Paraguay                                                                | Amichevole                                                              | -                                                                       |                                                                         |
| 7-9-2010                                                                | Osaka                                                                   | Giappone                                                                | 2 – 1                                                                   | Guatemala                                                               | Amichevole                                                              | -                                                                       | 83’                                                                     |
| 8-10-2010                                                               | Saitama                                                                 | Giappone                                                                | 1 – 0                                                                   | Argentina                                                               | Amichevole                                                              | -                                                                       | 77’                                                                     |
| 12-10-2010                                                              | Seul                                                                    | Corea del Sud                                                           | 0 – 0                                                                   | Giappone                                                                | Amichevole                                                              | -                                                                       | 85’                                                                     |
| 7-10-2011                                                               | Kobe                                                                    | Giappone                                                                | 1 – 0                                                                   | Vietnam                                                                 | Amichevole                                                              | -                                                                       | 46’                                                                     |
| 11-10-2011                                                              | Osaka                                                                   | Giappone                                                                | 8 – 0                                                                   | Tagikistan                                                              | Qual. Mondiali 2014                                                     | 1                                                                       |                                                                         |
| 11-11-2011                                                              | Dushanbe                                                                | Tagikistan                                                              | 0 – 4                                                                   | Giappone                                                                | Qual. Mondiali 2014                                                     | -                                                                       | 86’                                                                     |
| 15-11-2011                                                              | Pyongyang                                                               | Corea del Nord                                                          | 1 – 0                                                                   | Giappone                                                                | Qual. Mondiali 2014                                                     | -                                                                       | 62’                                                                     |
| 24-2-2012                                                               | Osaka                                                                   | Giappone                                                                | 3 – 1                                                                   | Islanda                                                                 | Amichevole                                                              | -                                                                       | 46’                                                                     |
| 23-5-2012                                                               | Fukuroi                                                                 | Giappone                                                                | 2 – 0                                                                   | Azerbaigian                                                             | Qual. Mondiali 2014                                                     | -                                                                       | 74’                                                                     |
| 8-6-2012                                                                | Saitama                                                                 | Giappone                                                                | 6 – 0                                                                   | Giordania                                                               | Qual. Mondiali 2014                                                     | -                                                                       | 57’                                                                     |
| 15-8-2012                                                               | Sapporo                                                                 | Giappone                                                                | 1 – 1                                                                   | Venezuela                                                               | Amichevole                                                              | -                                                                       | 74’                                                                     |
| 6-9-2012                                                                | Niigata                                                                 | Giappone                                                                | 1 – 0                                                                   | Emirati Arabi Uniti                                                     | Amichevole                                                              | -                                                                       | 64’                                                                     |
| 12-10-2012                                                              | Saint-Denis                                                             | Francia                                                                 | 0 – 1                                                                   | Giappone                                                                | Amichevole                                                              | -                                                                       | 62’                                                                     |
| 16-10-2012                                                              | Breslavia                                                               | Giappone                                                                | 0 – 4                                                                   | Brasile                                                                 | Amichevole                                                              | -                                                                       | 46’                                                                     |
| 22-3-2013                                                               | Doha                                                                    | Giappone                                                                | 2 – 1                                                                   | Canada                                                                  | Amichevole                                                              | -                                                                       | 46’                                                                     |
| 30-5-2013                                                               | Toyota                                                                  | Giappone                                                                | 0 – 2                                                                   | Bulgaria                                                                | Amichevole                                                              | -                                                                       | 69’                                                                     |
| 11-6-2013                                                               | Doha                                                                    | Iraq                                                                    | 0 – 1                                                                   | Giappone                                                                | Qual. Mondiali 2014                                                     | -                                                                       | 67’                                                                     |
| 19-6-2013                                                               | Recife                                                                  | Italia                                                                  | 4 – 3                                                                   | Giappone                                                                | Conf. Cup 2013 - 1º turno                                               | -                                                                       | 90+2’                                                                   |
| 22-6-2013                                                               | Belo Horizonte                                                          | Giappone                                                                | 1 – 2                                                                   | Messico                                                                 | Conf. Cup 2013 - 1º turno                                               | -                                                                       | 77’                                                                     |
| Totale                                                                  |                                                                         | Presenze (29º posto)                                                    | 68                                                                      |                                                                         | Reti                                                                    | 6                                                                       |                                                                         |

## Palmarès

### Club

#### Competizioni nazionali
- J. League 2: 1

Kawasaki Frontale: 2004
- Campionato giapponese: 3

Kawasaki Frontale: 2017, 2018, 2020
- Coppa J. League: 1

Kawasaki Frontale: 2019
- Supercoppa del Giappone: 1

Kawasaki Frontale: 2019
- Coppa dell'Imperatore: 1

Kawasaki Frontale: 2020

## Filmografia

### Cinema
- 2012 - Detective Conan: L'undicesimo attaccante - se stesso (voce)